# Kamýk nad Vltavou
Kamýk nad Vltavou település Csehországban, a Příbrami járásban. Kamýk nad Vltavou Svatý Jan, Obory, Zduchovice, Dolní Hbity, Hřiměždice és Krásná Hora nad Vltavou településekkel határos. Lakosainak száma 980 fő (2024. január 1.).

## Népesség
A település lakosságának változását az alábbi diagram mutatja:
| Lakosok száma | 752  | 801  | 739  | 594  | 879  | 783  | 908  | 931  | 961  | 980  |
|               | 1869 | 1890 | 1921 | 1950 | 1980 | 2001 | 2017 | 2019 | 2022 | 2024 |